# 跆拳机器人V
跆拳機械人V（韓語：로보트 태권브이）是一套南韓機械人動畫電影，由跆拳機械人V的導演金青基執導。

## 類似作品
- 太空高达V，1983年韩国动画电影。
- 宇宙黑騎士（日语：宇宙黒騎士），1979年韓國動畫電影。
- 太空歷險記（英语：Astro Plan）（在日本稱為），2010年中國電視動畫。